# L.A. Noire
L.A. Noire je akční adventura s prvky TPS, která byla vyvinuta studiem Team Bondi. Byla vydaná 17. května 2011 (pro severní ameriku) pro PlayStation 3 a Xbox 360 a 8. listopadu 2011 pro Microsoft Windows.
Hra je situována do Los Angeles roku 1947 a sleduje příběh Colea Phelpse, bývalého příslušníka USMC a současného policistu Los Angeles Police Department (LAPD), který postupně působí na pěti odděleních – strážník, dopravní oddělení, oddělení vražd, oddělení boje proti organizovanému zločinu a oddělení vyšetřování žhářství.
Princip hry spočívá v řešení kriminálních případů. Hráč musí prozkoumávat místo činu, zajišťovat důkazy, vyslýchat svědky a podezřelé, přičemž se může vyskytnout střelba, rvačky s podezřelými, případně pěší nebo automobilové pronásledování.